# Von Törne
von Törne är namnet på totalt tre svenska och delvis finländska adelsätter.
Ätternas äldsta kända anfader var tullskrivaren Nils Larsson (död 1589) i Stockholm, vars hustru enligt Anreps ättartavlor var Ingrid Slatte vars mor var en Kyle, vilka även är stamfader och stammoder för ätterna Törne, Törnflycht, Törnebladh och Törnstierna. Deras son Olof Nilsson (död 1652) var borgmästare i Stockholm, assessor i Svea hovrätt och häradshövding. Namnledet "Törne-" kom in i släkten med hans hustru Barbara Törne, vars efternamn dessas barn valde att använda.
De föregående makarnas son Hans Olofsson Törne var rådman och borgmästare i Stockholm samt preses i Politiaekollegium. Hans första hustru hette Christina Hising född i släkten Hising, en släkting till ärkebiskop Petrus Kenicius från Bureätten, och den andra hustrun var Ingrid Carlsdotter Ekenbom. En son i första äktenskapet var Mikael Hansson Törne, gift med en syster till den Thomas som adlades Blixenstierna.

## Adliga ätten nr 1797
Den första ätten med namnet von Törne uppstod då en son till den föregående, sedermera kommerserådet Olof Törne (1686-1745), den 24 september 1726 adlades och samma år introducerades på Riddarhuset med nummer 1797. Olof von Törnes hustru var Maria Linroth. En dotter till Olof von Törne blev stammoder till den adliga ätten Günther, och en annan gifte sig med sin kusin Claes Fredrik Linroth.
Denna ätt utdog på svärdssidan troligen med Olof von Törnes son Claës (född 1728, avliden utomlands vid okänd tidpunkt) och på spinnsidan med dennes syster Maria Catharina, gift Ridderstam (1757-1828).

## Adliga ätten nr 1824
Den 4 augusti 1727 adlades så även Olof von Törnes äldre bror, blivande överstelöjtnanten Mikael Törne (1682-1744) med samma namn, men introducerades som en egen ätt under nummer 1824. Mikael von Törne var gift med borgardottern Constantia Fehman, vars far Peter Fehman var handelsman i Stockholm. Från dem fortlevde ätten i endast ett led, med äldste sonen Mikael Mikaelsson von Törne som var landshövding i Älvsborgs län, och gift med hovfröken grevinnan Johanna Elisabeth Hjärne, en ättling till Urban Hjärne. Deras ende son Mikael Mikaelsson von Törne den yngre var landshövding i Jämtlands län, och gift med friherrinnan Eva Augusta Löwen, dotter till Otto Johan Löwen och Ulrika Cronstedt, från vilka alla senare medlemmar härstammar.
Denna ätt von Törne fortlever.

## Adliga ätten nr 1857
En tredje ätt von Törne uppkom då en kusin till Olof och Mikael von Törne i farfaderns andra äktenskap, blivande generalmajoren Peter Törne (1690-1768), den 19 juli 1731 adlades under samma namn som kusinerna. Denna von Törne-ätt introducerades under nummer 1857. Den kom att bosätta sig i Finland och immatrikulerades, sedan Sverige förlorat denna halva av riket, år 1818 på Finlands riddarhus. Peter Törne var gift tre gånger, och med söner ur hans andra äktenskap, med en dotter till Carl Gustaf Armfeldt d.ä. och Lovisa Aminoff, fortlevde hans ätt, som alltså inte var Bureättlingar.
Ätten utdog i Finland på svärdssidan 1974 och på spinnsidan 2004.

## Personer med efternamnet von Törne
- Bengt von Törne (1891-1967), kompositör och författare
- Johan Reinhold von Törne (1752-1810), militär, besjungen av Runeberg i Fänrik Ståls sägner
- Johanna von Törne (1778-1867), målare
- Karin EE von Törne Haern (född 1948), målare, tecknare och konstpedagog
- Mikael von Törne (1726–1796), landshövding i Älvsborgs län
- Mikael von Törne (1775–1854), landshövding i Jämtlands län, den föregåendes son
- Olof von Törne (1686-1745), kommerseråd, adlad
- P. O. von Törne (1882-1940), historiker